# 고원 (시인)
고원(高源, 1925년 12월 8일~2008년 1월 20일)은 대한민국의 시인, 번역가, 영문학자, 민주화 운동가이다. 본명은 고성원(高成源)이며, 충청북도 영동에서 태어났다.
동국대학교에서 문학과를 1948년에 졸업한후, 영문과에 편입을 하였으나 6. 25 전쟁으로 학업이 중단되었다. 이후 UNESCO 본부 장학생으로 선발되어 영국의 케임브리지, 옥스포드, 퀸 앤 메리 대학에서 영문학을 공부한후, 1958년에 영문학과를 졸업하였다. 1964년 1월에 미국으로 건너가 아이오와 대학교에서 문예창작석사 (MFA) 학위를 1965년에 받았으며, 뉴욕대학 (NYU)에서 비교문학박사 학위를 1974년에 받았다.  첫 창작시집, "시간표 없는 정거장" (1952)을 3인 공동으로 출간하였고, 141명의 한국 현대 시인의 작품 184편을 영어로 번역하여 Contemporary Korean Poetry (1970)라는 제목의 번역시집을 아이오와 대학교 출판사에서 출간하였다 (실제로 영문번역은 1963년에 시작하였다.) 대표적인 시집으로는 "미루나무"(1976)가 있고, 글마루 문학원(1986)을 LA에서 창립하고, 문예종합지 "문학세계" (1986)를 창간하였는데, 지금까지 이어지고 있다. 또한 영문시집및 번역시집으로 The Turn of Zero (194; 2004), South Korean Poets of Renaissance (1980), 그리고 Voices in Diversity (2000)등이 있다.  시조집으로는 "달 둘이 떠서" (1995)와 "새벽 별" (2001)이 있으며, 한글학회 국어운동 공로상 (1997), 한국문인협회 해외한국 문학상(2006)등 많은 상을 받았다.          

## 생애

### 유년기
고원은 1925년 12월8일 충북 영동군 학산면 박계리 587번지에서 아버지 고명철, 어머니 권용순(호적명은 권인례)씨 사이에서 독자로 태어났다. 본명은 고성원이었는데 사회인, 문인으로 활약하면서 가운데 글자를 빼고 고원이라는 이름을 썼다.
그가 태어난 1925년은 일제하에서 기독교 계통 학교의 학생들이 신사참배를 거부해 일본 당국과 기독교계가 첨예하게 대립하고 있을 때였다. 그는 시골의 중산층 가정에서 어린 시절을 보냈다. 학산에 있는 양산 보통학교에 다닐 때에는 장난끼가 심하고 명랑한 성격의 학생이었다. 동네에서나 학교에서나 친구들과 밝게 잘 어울리는 어린이었다.
보통학교를 졸업한 후에는 부친의 직장을 따라 전주로 이사해서 전주 중고등학교를 졸업했다. 중학교에 다닐 때에는 당국에서 일본말만을 쓰도록 강요하는 게 싫어서 선생님의 눈을 피해 친구들과 일부러 더 한국말을 쓰곤 했었다. 어느 날엔가는 한국인 친구들을 모아놓고 학교 운동장 한구석에서 몰래 한국말을 하다가 들켜서 일주일간 정학처분을 받기도 했다. 그는 어려서부터 문학에 관심이 많았다. 혼자서 시를 쓰기도 하고 소설이나 수필을 쓰기도 했다. 책읽기를 좋아해서 문학서적이나 철학서적, 위인전 등 손에 잡히는대로 책을 읽고 감상문이나 독후감을 쓰기도 했다.

### 청년기
고등학교를 졸업한 후에는 당시 존경하는 문인들이 많이 있던 혜화전문으로 진학, 1945년 동국대학 전신인 혜화전문 문학과에 입학해 혜화전문 문학과를 졸업하고 이어 동국대 영문과 2학년에 편입했으나 6.25동란으로 학교를 제대로 마치지 못했다가 1958년에 동국대 문리대 영문학과를 졸업했다. 동국대학교의 전신인 혜화전문학교는 김기림∙양주동∙김광섭∙피천득 등 당대의 기라성 같은 문인들이 학생들을 가르치고 있었다. 고원은 이들 문인들을 찾아 혜화전문으로 갔고 그곳에서 문학을 향한 열정을 마음껏 살릴 수 있었다.  영문학자이며 평론가, 시인인 김기림씨가 고원의 문학적 재능을 높이 사서 따로 개인교수를 해주었다. 시에 대한 것, 삶에 대한 것, 시인으로서 갖추어야 할 것 등을 가르치면서 김기림씨는 고원이 한 사람의 훌륭한 문인이 되는 길로 인도해주었다. 고원이 김기림 교수를 개인적으로 사사하면서 이들 둘은 더없이 가까워졌다. 많은 시간을 함께 보내며 문학과 시, 인생에 대해 서로 많은 것을 나누었다. 가르치는 사람과 배우는 사람이 여러 면으로 잘 맞는 사제지간이었다고 한다.
고원을 가르쳤던 양주동 박사는 동국대 강의실에서 후배 학생들에게 제자인 고원에 대해“나는 국보급 천재다. 나를 이을 문단의 인재는 없다. 글쎄, 고원이라면 앞으로 내 뒤를 이을 수 있을지도 모르지”라고 말하곤 했다는 것이 후배들의 말이다. 피천득 교수도  후배 문인들이 모인 자리에서 늘 고원에 대한 이야기를 많이 했다.“고원이야말로 청출어람이다.  나는 그의 스승이지만 도저히 고원을 따라갈 수는 없다”고 했다.
학교를 졸업하고 사회생활을 하는 중에도 고원은 김기림, 양주동, 피천득 씨 등과 자주 만나고 어울렸다. 고원은 특히 김기림으로부터 시 개인지도를 받으면서 직계 제자로서 그가 납북된 것을 매우 안타까워했었다.
고원이 만든 첫 시집은 사실상 1946년에 발간한 <새움>이라는 시집이다.  습작시집이라는 제목을 붙여 만든 것으로 그야말로 습작수준의 것이었다고 그는 말했다. 그후 제대로 된 첫 시집으로 그가 꼽는 것은 피난지 부산에서 1952년에 나온 장호 이민영과 함께 낸 3인시집 ‘시간표없는 정거장’인 셈이다. 이 시집의 제목은 고원씨가 붙였고 후기도 고원씨가 썼다. 이 시집은 한국의 문예지 ‘문학과 창작’ 1998년 5월호에서 ‘다시 읽는 명시집 전권 수록’이라는 제목으로 작품 전부와 1952년 12월 고원 이름으로 된 후기를 실었고 시인인 고명수 교수가 ‘시간표 없는 정거장의 문학사적 위치’를 재평가했다.  1950년대 전쟁을 배경으로 살아있었던 문학에 대한 평가다.

### 6.25 전쟁 시기
피난지 부산에서 장호 이민영씨와 함께 3인 시집‘시간표 없는 정거장’을 간행, 시인으로서의 첫걸음을 내디딘 고원은 여기에 실린 그의 시들이 “서구 현대시에 성큼 다가가 나를 신 모더니스트 대열에 넣기도 했다”고 회고했다. 그러나 문학인으로서의 비교적 순조로운 출발과는 달리 그의 삶 자체는 그 때 가혹한 전쟁으로 인해 ‘찡기고 얼룩져 있었다’고 표현해도 좋을 정도였다. 그의 정식 경력 란에 지금까지 별로 알려지지 않았던 당시의 이력이 이를 잘 말해준다.  그는 동국대 전문부 문학과 졸업후 48년에 서울에 있었다. 50년 6.25가 터지자 미처 피할 새도 없이 ‘의용군’으로 인민군에 끌려갔던 그는 다시 이쪽의 ‘포로’가 되어 거제도 수용소에서 2년을 보내야 했다.“자진신고 형식의 절차를 밟고, 또 신분이 확실해서 곧 풀려날줄 알았는데, 인천을 거쳐 뱃길로 거제도까지 보내더라”고 그는 이 일을 돌이켰다. 이어 “어처구니 없었던 포로생활에, 피난지 부산에서나 환도 후의 서울에서나 보이는 것은 폐허였는데, 거기서 오는 불안과 공포와 저항심리까지 가졌던 젊은이가 넓은 세상을 보고 생각도 달라지게 되었다”고 그는 설명했다.
2년 뒤 반공포로 석방으로 풀려나 부산에 온 그는, 이곳에서 피난생활을 하고 있었던 문인들의 도움으로 직장을 얻게 되었다.  당시 이곳에서 아동잡지 ‘파랑새’를 간행하고 있던 김용호 시인의 주선으로 그는 이 잡지사에 기자로 취직하고, 그뒤 국제신보에 들어가 신문기자도 하다가 시인으로도 정식 데뷔한 것이다.  영국 유학, 미국 유학을 떠나기 전 그가 발표한 많은 시들은 문인들과 독자들의 열렬한 지지와 사랑을 받았다.

### 타계
고원은 2008년 1월20일 타계했다. 그의 떠남을 슬퍼하는 많은 미국인들과 재미 동포들이 여러 추모행사를 가졌다. 2009년 10월에는 뉴욕 Mid-Manhattan Library 주최로 그를 추모하는 문학제가 19일부터 25일까지 일주일간 열렸으며 2011년 7월에는 로스앤젤레스에서 미국 시인들과 한국문인들이 함께 참여해 고원을 추모하는 문학제를 벌였다. 미주내 한인 동포사회에서도 고원기념사업회를 결성, 그가 발행하던 <문학세계>를 복간했으며 그의 이름을 딴 <고원문학상>을 제정, 우수한 문학서적을 출판한 문인들에게 매년 상금을 주고 있다.

## 학력
- 1948 혜화전문을 거쳐 동국대 전문부 문학과 졸업. 김기림교수에게 사사
- 1956-7 UNESCO 장학생으로 영국 유학. 케임브리지 대학 영어 수학, 옥스포드 대학 현대영시 강습회 수료, 런던 대학교 퀸매리대 영문학과 1년 수료
- 1958년 복교한 동국대학교 영문학과 졸업
- 1963 필리핀의 실리만 대학 문예창작 강습회 수료
- 1964-65 아이오와 대학 영문학 석사(문예창작 전공 MFA)
- 1974 뉴욕 대학 (NYU) 비교문학 박사

## 교수직
- 한국에서 경기대학, 수도여사대, 건국대학 강사, 교수
- 미국에서 Brooklyn College, New Jersey Institute of Technology, California State Univ.(L.A., Northridge), Univ. of California(Riverside)등에서 강사, 조교수. UC Riverside에서 은퇴후 University of La Verne에서 선임 겸임교수(Sr. Adjunct Professor)로 재직

## 문학 외 활동 기타 단체, 문예지
- 소극장 문동 참가: 여인소극장, 떼아틀 리블 회원
- 시극 운동: 시극동인회 창립 동인
- 1954 시지 <시작> 창간, 주간 (56년까지 6집)
- 1961-64 국제 PEN 한국본부 사무국장
- 1974 – 1984 뉴욕, 해외한민보 주필
- 1974년 재미 김지하의 벗 창설, 대표
- 1980년 한민련 회장
- 1986-2008 로스앤젤레스에 글마루문학원(시창작교실) 창립, 지도
- 1988-2008 로스앤젤레스에서 문예종합지 <문학세계/The Literary Realm> 창간, 발행, 편집인
- 1988-1990 미주한국문인협회 회장, 고문
- 1988년 장로교 장로 장립
- 1995 조국을 빛낸 해외동포상 수상, 서울특별시 명예시민
- 2003-2005 세계한민족작가연합 고문
- 2004-2008 미주시인회의 상임고문
- 2005-세계 한민족 작가연합 회장 * 미국 펜클럽 회원

## 저서

### 시집
- 시간표 없는 정거장, 시집(장호, 이민영 공저), 협동문화사, 1952
- 이율의 항변, 시집, 시작사, 1954
- 태양의 연가, 시집, 이문당, 1956
- 눈으로 약속한 시간에, 시집, 정신사, 1960
- 오늘은 멀고, 시집, 동민문화사, 1965
- 기다림, 시집, 동창출판사, 1973
- 물너울, 시집, 창작과 비평사, 1985
- 나그네 젖은 눈, 시집, 혜원출판사, 1989
- <속삭이는 불의 꽃> 1964
- <미루나무> 1976
- <북소리에 타는 별> 1979
- <물너울> 1985
- <나그네 젖은 눈> 1990
- 3인시집 (박남수, 마종기와 함께) <새 노래> 1992
- <다시 만날 때> 1993
- <정> 1994
- <무화과나무의 고백> 1999
- <춤추는 노을> 2003

시조집
- <달 둘이 떠서> 1995
- <새벽별> 2001

영시집
- 'The Turn of Zero" 1974
- "With Birds of Paradise" 1984
- "Some Other Time" 1990

번역 시집
- <영미 여류시인선> 1959
- D.H. 로렌스 <사랑의 시집> 1960

한국시 영역
- 《Contemporary Korean Poetry》. University of Iowa Press. 1970년 12월. ISBN 978-0877450023. 2018년 1월 11일에 확인함.
  - (아이오와 대학 출판부를 통해 소개된 첫 한국시 영문 번역본)
- "South Korean Poets of Resistance" (New York, Cross-Cultural Communications) 1980
- "Voices in Diversity: Poets from Postwar Korea" (New York, Cross-Cultural Communications) 2001

### 산문집
- <갈매기> 1979
- <노피곰 머리곰> 1988
- <갈밭에 떨어진 시간의 조각들> 2001

### 전집
- <고원문학전집> 전5권 서울, 고요아침 2006
- <고원시선> 이석 엮음, 서울, 지식을 만드는 지식 2014년

### 학술 저서
- "Buddhist Elements in Dada: A Comparison of Takahashi Shinkichi, Tristan Tzara, and Their Fellow Poets" 1977, New York, New York University 출판부

기타 논문
- 책으로 엮지 않은 기행문(신문 연재), 수필, 문학평론, 문명 비평, 서평, 번역시 등 다수 한국과 필리핀, 일본, 미국에서 발표

## 수상
- Kansas City Star Poetry Award(1966, 미국 아이오와시인협회)
- 미주문학상(1993, 미주한국문인협회)
- 조국을 빛낸 해외동포상(1995)
- 국어운동공로상(1997, 한글학회)
- 시조 월드 시조문학상대상(2003, 시조월드)
- 해외한국문학상(2007, 한국문인협회)[2]
- 한국 예술문학기금 번역상

## 고원문학을 논한 평론
- 고 은 "모국어에 대한 회귀적인 사랑" 고원 시집 ‘물너울’ (서울 창작과 비평사) 1985
- 김규동 "고원 시인의 40년" 고원 시선 ‘나그네 젖은 눈’ (서울 혜원출판사) 1989
- 원형갑 "원기호태의 축제" 재미작가 3인 시선 ‘새노래’ (서울 삼성출판사) 1992
- 고명수 "<시간표 없는 정거장>의 문학사적 위치" (문학과 창작) 1998
- 정병헌 "생활 속의 문학과 연륜"  고원 시조집 ‘새벽별’ (서울 태학사) 2001
- 임창현 "컨페션, 그 진실과 심미" 고원의 ‘무화과 나무의 고백’ (미주문학) 2001
- 정효구 "고원 시에 나타난 변모 과정" ‘재미 한인 문학 연구’(서울, 월인) 2003
- 김경복 "응결의 시학" ‘시조월드’ 2003
- 오윤정 "전후 문제시인 연구—고원" ‘물과 불의 이미지와 합일의 시학-고원 론’ (서울 예림출판사) 2005
- S.E. Solberg "The Literature of Korean America" (The Seattle Review) 1998
- Nan C.H. Yun "Butterflies' Pilgrimage Towards 'Some Other Time'" (The Literary Realm)1996

## 사화집
- ‘재미 시인 선집’ (서울, 하서출판사) 1975년
- 재미 한국시인 7인집 ‘빛의 바다’ (서울) 1980년
- 광주 항쟁 시선 ‘아아, 광주여 무등산이여’(동경, 한양사) 1981년
- 재미한국 시인집 ‘빛이 타는 오월’ (서울)1983년
- 재미작가 3인 시선 –박남수, 고원, 마종기 ‘새소리’(서울, 삼성출판사) 1992년
- 미주시조연구회 ‘사막의 민들레’(서울, 나라) 1994년
- 미주 시조시인 협회 ‘사막의 별’(서울, 가람출판사) 1996년
- 재미 시인 6인집 ‘회귀선의 노을’ (서울, 창작춘추사) 1999년
- 세계 한민족 시인선 ’2000년 시의 축제‘(서울, 태학사) 1999년
- 세계 한민족 수필집 ‘새들은 하늘에 새길을 낸다’(서울, 신지성사) 1999년
- 영시 사화집 다수

## 참고 자료
- 한인 역사박물관 - 고원
- 한국학중앙연구원 - 한국역대인물 종합정보시스템 - 고원
- 안창해 (2016년 12월 12일). “시인 고원”. 《타운뉴스》. 2018년 1월 9일에 원본 문서에서 보존된 문서. 2018년 1월 9일에 확인함.